# Specie di Longitarsus
Di seguito l'elenco delle 705 specie e 19 sottospecie appartenenti al genere di coleotteri crisomelidi Longitarsus Latreille, 1829, aggiornato a dicembre 2015.

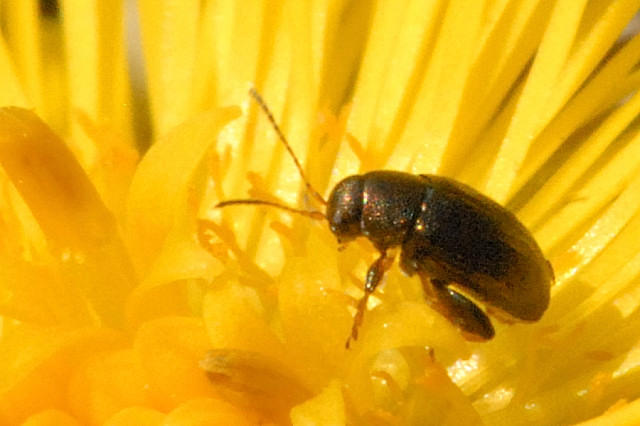
Longitarsus anchusae

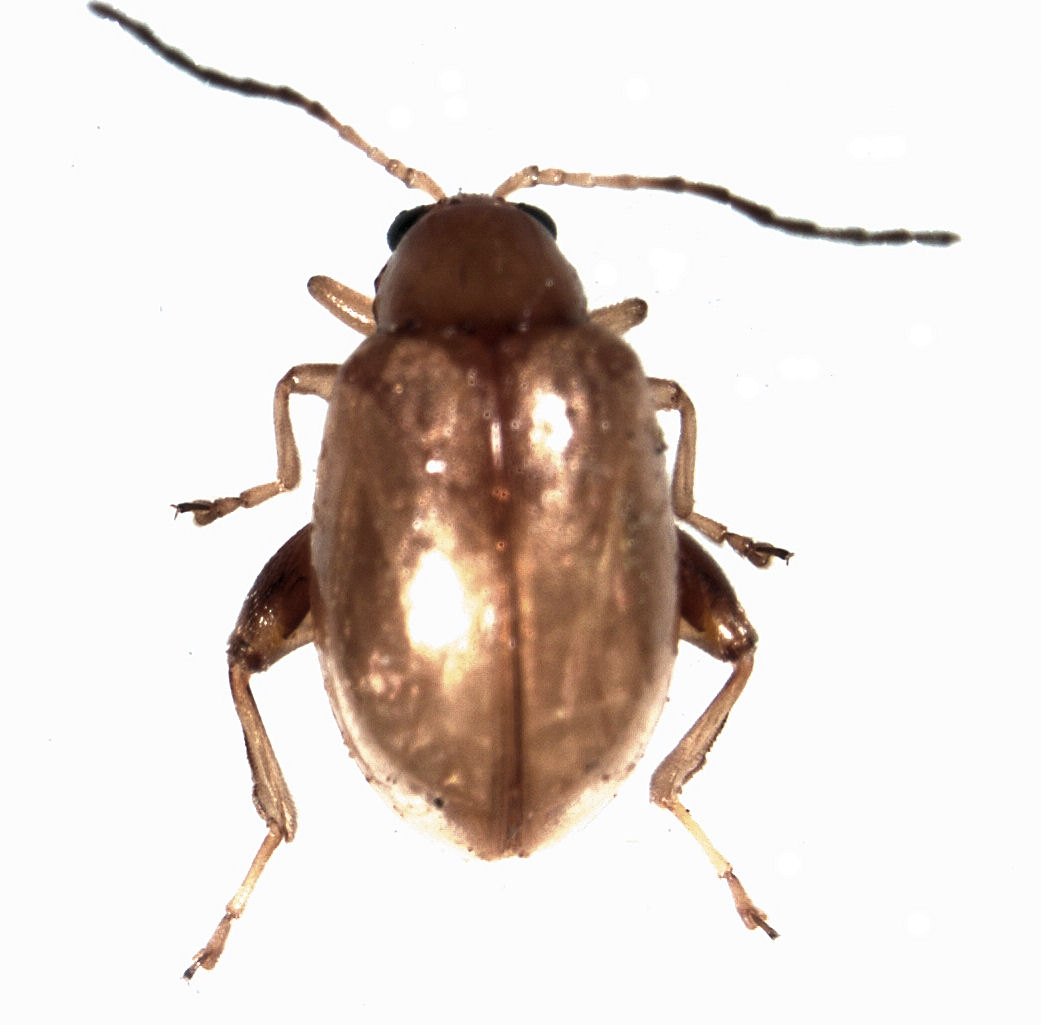
Longitarsus jacobaeae

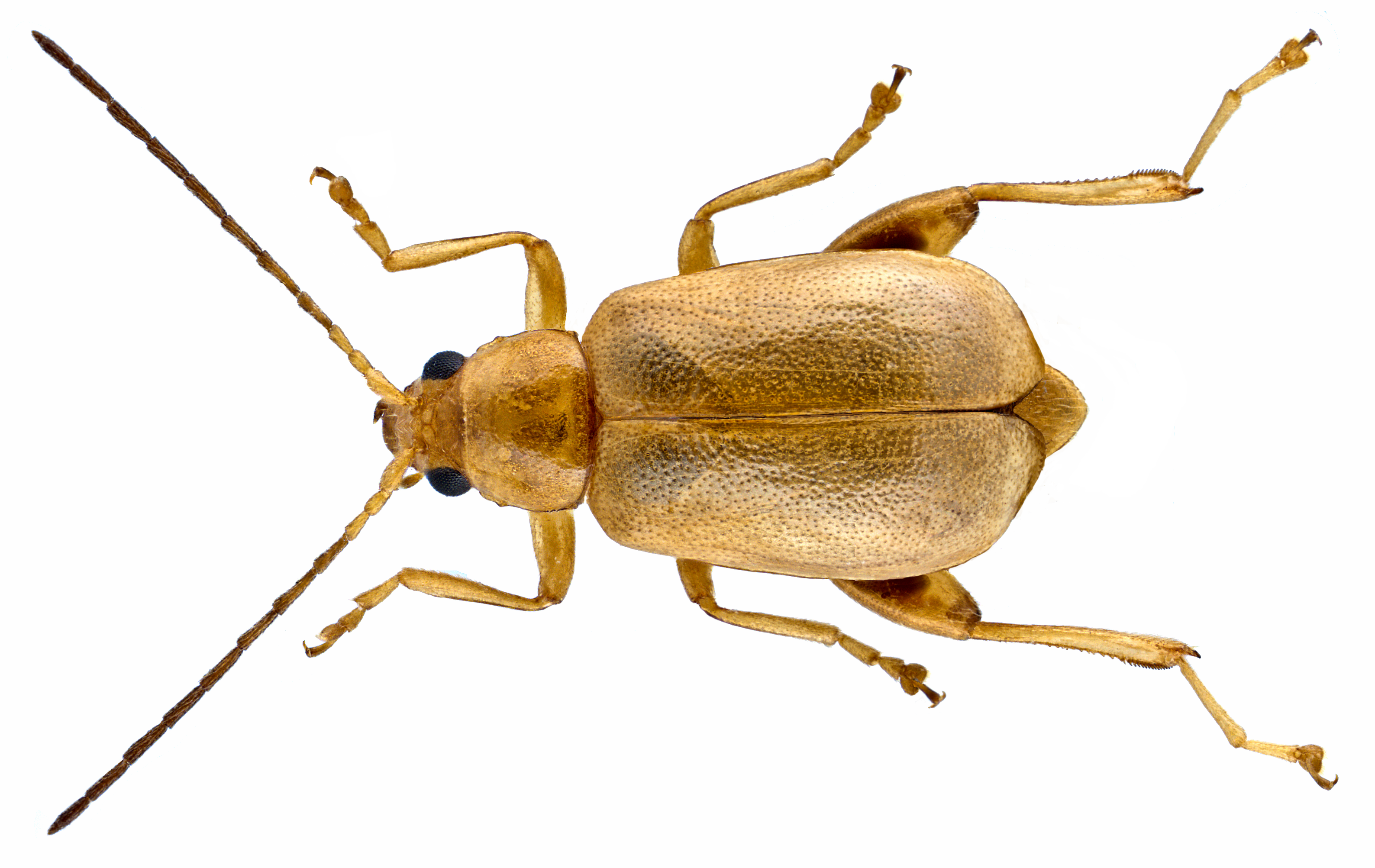
Longitarsus kleiniiperda

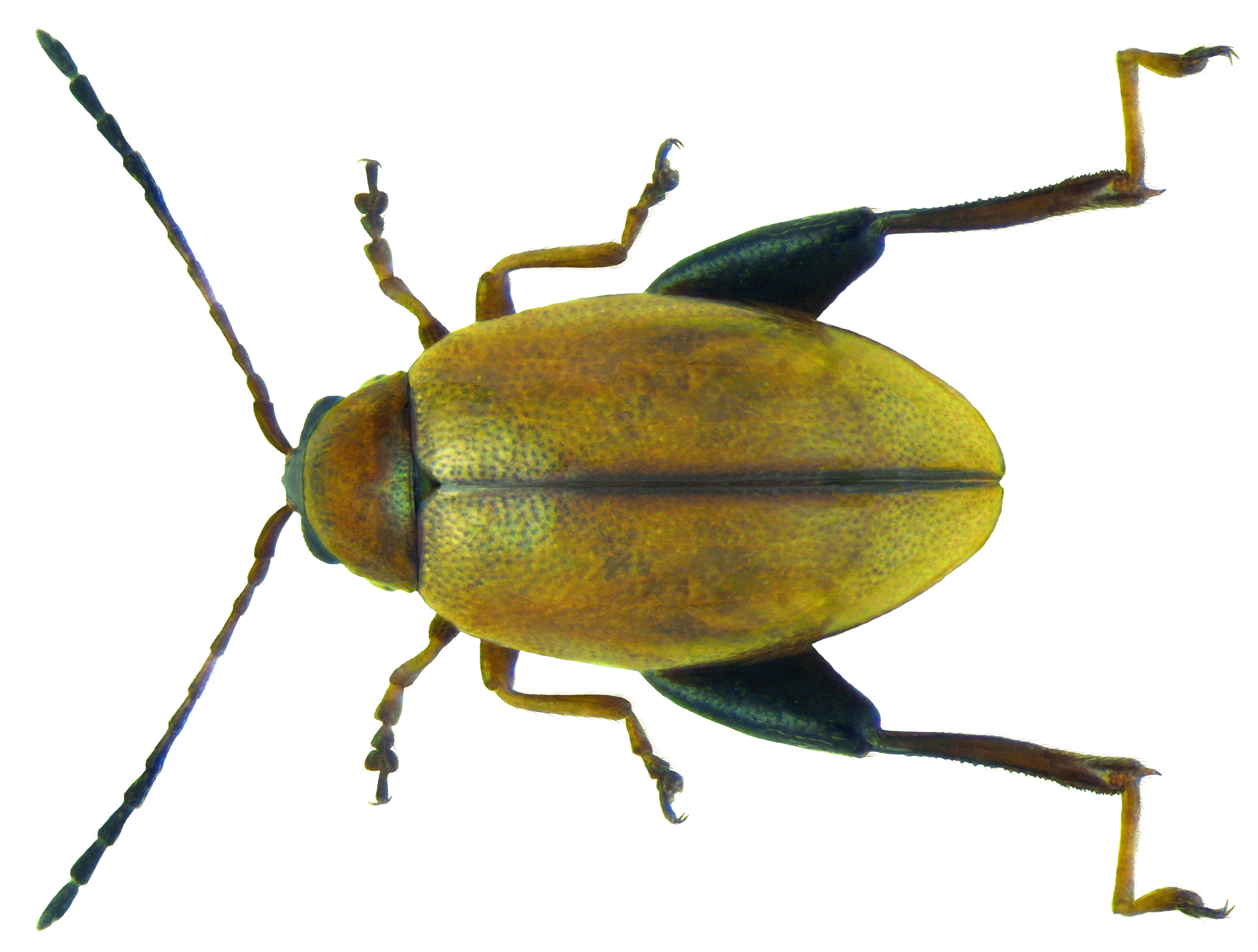
Longitarsus melanocephalus

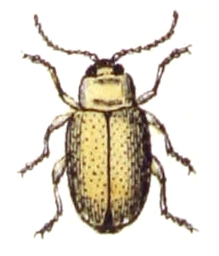
Longitarsus pratensis

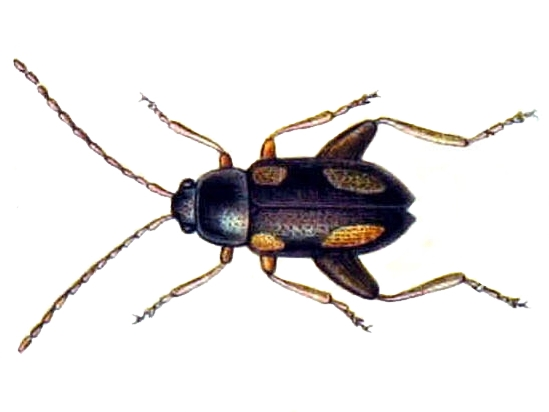
Longitarsus quadriguttatus

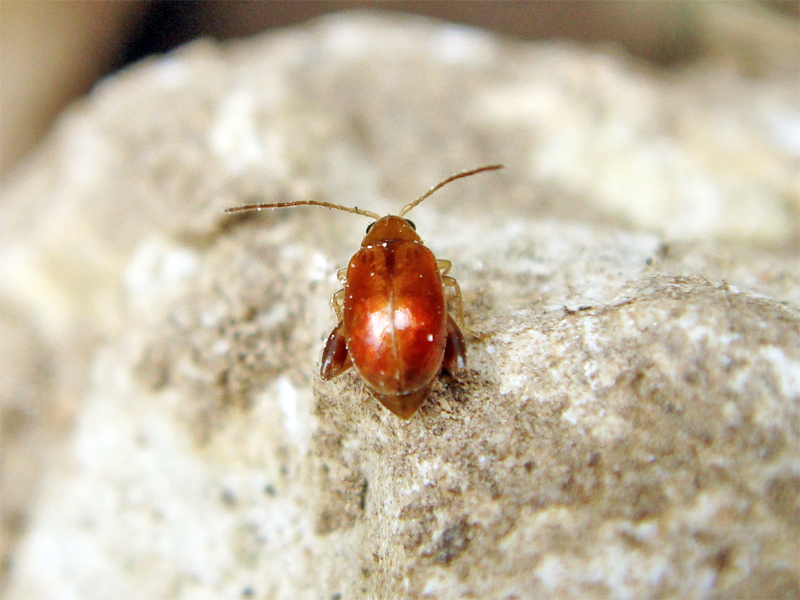
Longitarsus rutilus

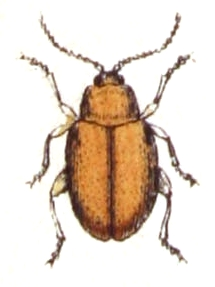
Longitarsus tabidus

## A
1. Longitarsus abchasicus Konstantinov, 1986
2. Longitarsus abdominalis (Allard, 1860)[4]
3. Longitarsus absynthii Kutschera, 1862[5]
4. Longitarsus acuticollis Lopatin, 1976[4]
5. Longitarsus acutipennis Blatchley, 1924[4]
6. Longitarsus adamsii (Baly, 1874)[4]
7. Longitarsus aeneicollis Faldermann, 1837[5]
8. Longitarsus aeneola (Blatchley, 1923)[4]
9. Longitarsus aeneolus (Blatchley, 1923)[4]
10. Longitarsus aeneus Kutschera, 1862
11. Longitarsus aeruginosus Foudras, 1860[5]
  - Longitarsus aeruginosus var.luctator Weise, 1893[6]
12. Longitarsus aethiops Weise, 1903[4]
13. Longitarsus afghanicus Lopatin, 1963[6]
14. Longitarsus afromeridionalis Biondi & D'Alessandro, 2008[6]
15. Longitarsus agilis Rye, 1868
16. Longitarsus albellus Dumeril, 1816[4]
17. Longitarsus albescens (Motschulsky 1866)[6]
18. Longitarsus albineus Foudras, 1860
19. Longitarsus albus Allard, 1866
20. Longitarsus alfierii Pic, 1923
  - Longitarsus alfierii antineae Peyerimhoff, 1929[6]
  - Longitarsus alfierii furthi Gruev, 1982[6]
21. Longitarsus algiricus Heikertinger, 1913[4]
22. Longitarsus alisonae Clark, Lillrose & Belo 2013[6]
23. Longitarsus allotrophus Furth, 1980
24. Longitarsus almorae Maulik, 1926[4]
25. Longitarsus alpigradus Khnzorian, 1962[6]
26. Longitarsus alternatus Ziegler, 1845[4]
27. Longitarsus amiculus (Baly, 1874)[4]
28. Longitarsus amoenus Weise, 1888[4]
29. Longitarsus amurensis Weise, 1887[4]
30. Longitarsus amygdali Medvedev, 1974[6]
31. Longitarsus anacardius Allard, 1866
32. Longitarsus analis Creutzer in L. Redtenbacher, 1849[6]
33. Longitarsus anatolicus Weise, 1900[6]
34. Longitarsus anchusae Paykull, 1799[5]
35. Longitarsus andalusicus Gruev, 1973
36. Longitarsus angelikae Fritzlar, 2001
37. Longitarsus angorensis Gruev & Kasap, 1985
38. Longitarsus angusticollis Wang, 1992
39. Longitarsus antineae Peyerimhoff, 1929[6]
40. Longitarsus aphthonoides Weise, 1887[4]
41. Longitarsus apicalis Beck, 1817[5]
42. Longitarsus apicipes Jacoby, 1903[6]
43. Longitarsus apollonius Bechyne, 1997
44. Longitarsus apricus Warchalowski, 1966[4]
45. Longitarsus apterus LeConte, 1858[6]
46. Longitarsus arabicus Doguet, 1979
47. Longitarsus arakii Chujo, 1942[6]
48. Longitarsus aramaicus Leonardi, 1979
49. Longitarsus aramis Bechyne & Springlova de Bechyne, 1970[6]
50. Longitarsus arctulus Weise, 1893[4]
51. Longitarsus arenaceus Blatchley, 1921[4]
52. Longitarsus arisanus Chujo, 1937[4]
53. Longitarsus arnoldi Bergeal & Doguet, 1991
54. Longitarsus artvinus Gruev & Aslan, 1998
55. Longitarsus asperifoliarum Lopatin, 1963[6]
56. Longitarsus ater Leesberg, 1882[4]
57. Longitarsus atlanticus Doeberl, 2002
58. Longitarsus atricapillus Duftschmid, 1825[4]
59. Longitarsus atriceps Kutschera, 1864[4]
60. Longitarsus atricillus Linnaeus, 1761[5]
61. Longitarsus atricornis (Stephens 1834)[6]
62. Longitarsus atriplaga Heikertinger, 1913[4]
63. Longitarsus aubozaorum Biondi, 1997
64. Longitarsus auctumnalis Weise, 1893[4]
65. Longitarsus audisioi Biondi, 1992
66. Longitarsus australis Mulsant & Rey, 1874
67. Longitarsus awadi Lopatin, 2001
68. Longitarsus azoricus Israelson, 1991
69. Longitarsus azumai Kimoto, 2000

## B
1. Longitarsus baeticus Leonardi, 1979
2. Longitarsus bajaensis Andrews & Gilbert, 2005[6]
3. Longitarsus balachowskyi Hoffmann, 1950[4]
4. Longitarsus ballotae Marsham, 1802[5]
5. Longitarsus barbarae Doguet & Bergeal, 2001
6. Longitarsus barkeri Jacoby, 1903[6]
7. Longitarsus basutoensis Bechyne, 1959[6]
8. Longitarsus bearei Kevan, 1967
9. Longitarsus bedeli Uhagon, 1887[7][8]
10. Longitarsus behnei Gruev & Arnold, 1989
11. Longitarsus belgaumensis Jacobi, 1896[6]
12. Longitarsus bengalensis Doeberl, 2001[6]
13. Longitarsus bergeali Doguet & Guev, 1988
14. Longitarsus beroni Gruev, 1988
15. Longitarsus bertii Leonardi, 1973
16. Longitarsus bethae Savini & Escalona, 2005
17. Longitarsus bicolor Horn, 1894[6]
18. Longitarsus bicolor Medvedev, 1992[6]
19. Longitarsus bicoloriceps Chujo, 1937[4]
20. Longitarsus biguttatus Foudras, 1860[4]
21. Longitarsus bimaculatus Baly, 1874[4]
22. Longitarsus binotatus BAly, 1876[4]
23. Longitarsus birmanicus Jacobi, 1892[6]
24. Longitarsus boharti Kimoto, 1965[4]
25. Longitarsus bombycinus Mohr, 1962[6]
26. Longitarsus bonnairei Allard, 1866
27. Longitarsus boppardiensis (Bach, 1859)[4]
28. Longitarsus boraginicola Ohno, 1968[4]
29. Longitarsus borealis Zetterstedt, 1838[4]
30. Longitarsus borisi Konstantinov, 2005[4]
31. Longitarsus borodinensis Chujo, 1940[6]
32. Longitarsus bourdonnei Doguet & Bergeal, 2006
33. Longitarsus brachypterus Weise, 1890[4]
34. Longitarsus bremondi Peyerimhoff, 1939[4]
35. Longitarsus brevicollis Kutschera, 1864[4]
36. Longitarsus brevicornis Chen, 1939[4]
37. Longitarsus brevipennis Wollaston, 1860
38. Longitarsus breviusculus Mulsant & Rey, 1876[4]
39. Longitarsus brisouti Heikertinger, 1912
40. Longitarsus brunneus Duftschmid, 1825[5]
41. Longitarsus brunniceps Allard, 1860[4]
42. Longitarsus buettikeri Doguet, 1984
43. Longitarsus bulgaricus Gruev, 1973
44. Longitarsus buonloiensis Gruev, 1986
45. Longitarsus bytinskii Furth, 1980

## C
1. Longitarsus californicus Motschulsky, 1845[4]
2. Longitarsus callicarpae Gruev, 1986
3. Longitarsus callidus Warchalowski, 1967
4. Longitarsus candidulus Foudras, 1860
  - Longitarsus candidulus thymelaearum Peyerimhoff, 1910[6]
5. Longitarsus canescens Foudras, 1860[4]
6. Longitarsus caninae Buysson, 1908[4]
7. Longitarsus capensis Baly, 1877[6]
8. Longitarsus capicola Boheman, 1859[4]
9. Longitarsus caroli Bastazo & Garcia Raso, 1985
10. Longitarsus castaneus Duftschmid, 1825[4]
11. Longitarsus cedarbergensis Biondi, 1999
12. Longitarsus celticus Leonardi, 1975
13. Longitarsus cerinthes Schrank, 1798
14. Longitarsus cerinthicola Heikg, 1931[4]
15. Longitarsus cerinus (Foudras, 1860)[6]
16. Longitarsus cervinus Baly, 1875[4]
17. Longitarsus championi Maulik, 1926[4]
18. Longitarsus cheni Scherer, 1969[6]
19. Longitarsus chitwana Medvedev, 2000
20. Longitarsus chujoi Ohno, 1968[6]
21. Longitarsus ciliifer Mequignon, 1948[4]
22. Longitarsus cinerariae Wollaston, 1854
23. Longitarsus circumscriptus Bach, 1859[4]
24. Longitarsus circumseptus Allard, 1860[4]
25. Longitarsus citrinus Fuente, 1910[4]
26. Longitarsus cizeki Doberl, 2004
27. Longitarsus clarus Allen, 1967
28. Longitarsus codinai Madar & Madar, 1965
29. Longitarsus cognatus Weise, 1888[4]
30. Longitarsus collaris Stephens, 1831[4]
31. Longitarsus colombicus Bechyne & Bechyne, 1960[6]
32. Longitarsus concinnus Weise, 1888[4]
33. Longitarsus corynthius Reiche & Saulcy, 1858
  - Longitarsus corynthius metallescens Foudras, 1860[4]
34. Longitarsus consanguineus Wollaston, 1857[4]
35. Longitarsus consobrinellus Chen, 1939[4]
36. Longitarsus consociatus Foerster, 1849[6]
37. Longitarsus conspiciabilis (Faldermann 1837)[6]
38. Longitarsus convexus Stephens, 1835[4]
39. Longitarsus corpulentus Weise, 1887[4]
40. Longitarsus corynthius Reiche & Saulcy, 1858[4]
41. Longitarsus cotulus Blatchley, 1914[6]
42. Longitarsus crassicornis Foudras, 1860[4]
43. Longitarsus cribripennis Abeille de Perrin, 1909[4]
44. Longitarsus cristobalensis Bechyne & Springlova de Bechyne, 1967[6]
45. Longitarsus croaticus Gruev, 1975
46. Longitarsus crotalariae Bryant, 1931
47. Longitarsus curlue Mequignon, 1948[6]
48. Longitarsus cuprinus Kutschera, 1862[4]
49. Longitarsus curtus Allard, 1860[5]
50. Longitarsus cyaneus Medvedev, 1996
51. Longitarsus cyanipennis Bryant, 1924[6]
52. Longitarsus cynoglossi Palii, 1970[6]

## D
1. Longitarsus danieli Mohr, 1962
2. Longitarsus danilevskyi Konstantinov, 2005[4]
3. Longitarsus daovantieni Warchalowski, 1966[4]
4. Longitarsus debernardii Leonardi, 1979
5. Longitarsus debiasei Biondi & d'Alessandro, 2008[6]
6. Longitarsus declivis Weise, 1893[4]
7. Longitarsus defectus Jacobson, 1893[4]
8. Longitarsus desertorum Heikertinger, 1913[6]
9. Longitarsus dichrous Iablokoff-Khnzorian, 1962[6]
10. Longitarsus dimidiatus Allard, 1866[6]
11. Longitarsus discoideus Weise, 1888[4]
12. Longitarsus distinguendus Rye, 1872[4]
13. Longitarsus dlabolai Kral, 1964[6]
14. Longitarsus domesticus Weise, 1893[4]
15. Longitarsus dorsalis Fabricius, 1781
16. Longitarsus dorsopictus Chen, 1939[4]
17. Longitarsus dunbrodensis Jacobi, 1903

## E
1. Longitarsus echii Koch, 1803[5]
2. Longitarsus ellipsodes Wollaston, 1865[4]
3. Longitarsus ellipticus Reitter, 1909[4]
4. Longitarsus elongatus Bach, 1859[4]
5. Longitarsus emarginatus Weise, 1890[4]
6. Longitarsus eminatus Furth, 1980
7. Longitarsus eminus Warchalowski, 1967[6]
8. Longitarsus erberi Mohr, 1984
9. Longitarsus erro Horn, 1889[4]
10. Longitarsus excisipennis Lopatin, 1967[6]
11. Longitarsus excurvus Wollaston, 1857[4]
12. Longitarsus exhaustus Weise, 1888[4]
13. Longitarsus exiguus Bedel, 1898[4]
14. Longitarsus exsoletus Linnaeus, 1758[5][9]
  - Longitarsus exsoletus megaloleucus Allard, 1860[4]
  - Longitarsus exsoletus rufulus Foudras, 1859[4]

## F
1. Longitarsus fallax Weise, 1888
2. Longitarsus femoralis Marsham, 1802[4]
3. Longitarsus femoratus Chen, 1939[6]
4. Longitarsus ferrugineus (Foudras, 1860)[5]
5. Longitarsus ferruginipennis Fuente, 1910
6. Longitarsus finitimus Konstantinov, 1992
7. Longitarsus fischeri Zetterstedt, 1838[4]
8. Longitarsus flavicollis Medvedev, 1993
9. Longitarsus flavicornis (Stephens, 1831)
10. Longitarsus flavipes Alalrd, 1860[4]
11. Longitarsus flavitarsis Medvedev, 1996
12. Longitarsus formosanus Chujo, 1937[4]
13. Longitarsus foudrasi Weise, 1893
14. Longitarsus fowleri Allen, 1967
15. Longitarsus fractus Wollaston, 1857[6]
16. Longitarsus fraudulentus Ward, 1970[6]
17. Longitarsus freminvillei Guillebeau, 1895[4]
18. Longitarsus frontalis Chen, 1939[4]
19. Longitarsus frontosus Normand, 1947
20. Longitarsus fulgens (Foudras, 1860)[5]
21. Longitarsus fuliginosus (Broun, 1880)[6][10]
22. Longitarsus fulviventris Weise, 1893[6]
23. Longitarsus fumigatus Weise, 1893[4]
24. Longitarsus funereus Mulsant & Rey, 1874[4]
25. Longitarsus furthi Gruev, 1982[4]
26. Longitarsus fuscescens Stephens, 1831[4]
27. Longitarsus fuscicollis Stephens, 1831[4]
28. Longitarsus fuscicornis Blatchley, 1919[6]
29. Longitarsus fuscoaeneus Redtenbacher, 1849[5]
  - Longitarsus fuscoaeneus polonicus Warchalowski, 1967[4]
30. Longitarsus fuscorufus Doeberl, 2011[6]
31. Longitarsus fusculus Kutschera, 1864[4]
32. Longitarsus fusus Chen, 1839[4]

## G
1. Longitarsus gagathinus Duftschmid, 1825[4]
2. Longitarsus galapagoensis Van Dyke, 1953[6]
3. Longitarsus ganglbaueri Heikertinger, 1912[5]
4. Longitarsus gardineri Maulik, 1931[6]
5. Longitarsus gavira Maulik, 1926[4]
6. Longitarsus gedyei Bryant, 1952[6]
7. Longitarsus georgianus Allard, 1866[4]
8. Longitarsus gerhardi Lopatin, 1979[4]
9. Longitarsus gerhardschereri Gruev, 1996[6]
10. Longitarsus gerodontus Bechyne & Bechyne, 1960[6]
11. Longitarsus gestroi Jacobi, 1896[6]
12. Longitarsus gibbosus Foudras, 1860[4]
13. Longitarsus gilli Gruev & Askevold, 1988
14. Longitarsus girardi Doguet, 1987
15. Longitarsus gloriae Doguet & Bergeal, 2001
16. Longitarsus godmani (Baly, 1876)[6]
17. Longitarsus gola Maulik, 1926[4]
18. Longitarsus gomerensis Biondi, 1986
19. Longitarsus gorbunovi Medvedev, 2009
20. Longitarsus gossypii Bryant, 1941
21. Longitarsus gracilicornis Mulsant & Rey, 1874[4]
22. Longitarsus gracilis Kutschera, 1864[5]
23. Longitarsus grandis Rapilly, 1978
24. Longitarsus gravidulus Gruev, 1973
25. Longitarsus gregarius Weise, 1916[6]
26. Longitarsus gressitti Scherer, 1969[6]
27. Longitarsus grobbelaariae Biondi & d'Alessandro, 2008[6]
28. Longitarsus gruevi Leonardi & Mohr, 1974

## H
1. Longitarsus haemorrhoidalis Jacobi, 1885[6]
2. Longitarsus hammondi Gruev, 1981
3. Longitarsus hartmanni Medvedev, 2004
4. Longitarsus hedini Chen, 1934[4]
5. Longitarsus heinigi Doeberl, 2002
6. Longitarsus helvolus Kutschera, 1863[5]
7. Longitarsus hermonensis Furth, 1980
8. Longitarsus hexrivierbergensis Biondi & d'Alessandro, 2008[6]
9. Longitarsus himalayensis Chen, 1935[4]
10. Longitarsus hina Maulik, 1926[4]
11. Longitarsus hissaricus Lopatin in Konstantinov & Lopatin, 2000
12. Longitarsus hittita Biondi, 1995
13. Longitarsus hoberlandti Lopatin, 1990
14. Longitarsus hoggarensis Cobos, 1958[6]
15. Longitarsus hohuanshanus Kimoto, 1970[6]
16. Longitarsus holsaticus Linnaeus, 1758[5]
17. Longitarsus homochaetus Bechyne, 1997
18. Longitarsus homotarsus Bechyne & Bechyne, 1967[6]
19. Longitarsus hopeianus Chen, 1941[6]
20. Longitarsus horni Chen, 1934[4]
21. Longitarsus howdeni Blake, 1969[6]
22. Longitarsus hsienweni Chen, 1939[4]
23. Longitarsus hubenthali Wanka, 1917[6]
24. Longitarsus huberi LeSage, 1988

## I
1. Longitarsus ibericus Leonardi & Mohr, 1974
2. Longitarsus iconiensis Weise, 1900[6]
3. Longitarsus idilphilus Biondi, 1984
4. Longitarsus igori Konstantinov, 2005[4]
5. Longitarsus ihai Chujo, 1958[6]
6. Longitarsus imitator Lopatin, 1967[4]
7. Longitarsus immaculatus Weise, 1888[4]
8. Longitarsus impennatus Blake, 1970[6]
9. Longitarsus impressus Doeberl, 2009[6]
10. Longitarsus impuncticollis Blatchley, 1923[4]
11. Longitarsus incicaus Basu, Bhaumik & Sengupta, 1981
12. Longitarsus inconspicuus Baly, 1874[4]
13. Longitarsus incospicuus Wollaston, 1860
14. Longitarsus indigonaceus Lopatin, 1963[6]
15. Longitarsus insolens Horn, 1889[4]
16. Longitarsus insularis Boheman, 1859[4]
17. Longitarsus involucer Weise, 1888[4]
18. Longitarsus ionius Mohr, 1962[6]
19. Longitarsus ishigakiensis Kimoto, 1965[4]
20. Longitarsus ishikawai Kimoto, 1970[6]
21. Longitarsus isochromus Bechyne, 1956[6]
22. Longitarsus isoplexidis Wollaston, 1854
  - Longitarsus isoplexidis stenocyphon Wollaston, 1867[6]

## J
1. Longitarsus jaceae Panzer, 1805[4]
2. Longitarsus jacobaeae Waterhouse, 1858
3. Longitarsus jailensis Heikertinger, 1913
4. Longitarsus jandiensis Biondi, 1986
5. Longitarsus josiphi Konstantinov, 1994[6]
6. Longitarsus juncicola Foudras, 1860

## K
1. Longitarsus karissimbicus Weise, 1912[4]
2. Longitarsus karlheinzi Warchalowski, 1972
3. Longitarsus khnzoriani Palij, 1970[6]
4. Longitarsus kimotoi Scherer, 1969[6]
5. Longitarsus kippenbergi Warchalowski, 1998
6. Longitarsus klapperichi Mohr, 1962[6]
7. Longitarsus kleiniiperda Wollaston, 1860
8. Longitarsus komiyai Ohno, 1968[4]
9. Longitarsus kopdagiensis Gruev & Aslan, 1998
10. Longitarsus kophir Lopatin, 1966
11. Longitarsus krishna Maulik, 1926[4]
12. Longitarsus kulikovskii Jacobson, 1896[4]
13. Longitarsus kutscherai Rye, 1872[5][11]
14. Longitarsus kwangsiensis Chen, 1939[4]

## L
1. Longitarsus laevicollis (Wang, 1992)
2. Longitarsus laevis Duftschmid, 1925[4]
3. Longitarsus langtangensis Gruev, 1990
4. Longitarsus languidus Kutschera, 1863
5. Longitarsus laosensis Medvedev, 2004
6. Longitarsus latens Warchalowski, 1999
7. Longitarsus lateralis Illiger, 1807[4]
8. Longitarsus lateripunctatus Rosenhauer, 1856
  - Longitarsus lateripunctatus personatus Weise, 1893[6]
9. Longitarsus latifrons Allard, 1860[4]
10. Longitarsus laureolae Biondi, 1989
11. Longitarsus lederi Weise, 1893[6]
12. Longitarsus ledouxi Doguet, 1979
13. Longitarsus leonardii Doguet, 1973
14. Longitarsus lewisiellus Chujo, 1937[4]
15. Longitarsus lewisii Baly, 1874[5][12]
16. Longitarsus lifuanus (Montrouzier 1861)[6]
17. Longitarsus ligustrivorus Chujo, 1958[4]
18. Longitarsus liliputanus Allard, 1866[4]
19. Longitarsus limnophilae Prathapan & Virakatmath, 2011[6]
20. Longitarsus limnophilus Abeille de Perrin, 1907[4]
21. Longitarsus lindbergi Madar & Madar, 1963[4]
22. Longitarsus linnaei Duftschmid, 1825
23. Longitarsus litangana Wang, 1992[13]
24. Longitarsus livens LeConte, 1858[4]
25. Longitarsus lividus Fauvel, 1888[4]
26. Longitarsus lohita Maulik, 1926[4]
27. Longitarsus longipennis Kutschera, 1863[5]
28. Longitarsus longipes Bach, 1859[4]
29. Longitarsus longiseta Weise, 1889[5]
30. Longitarsus lopatini Lablokoff-Khnzorian, 1959[6]
31. Longitarsus luctuosus Biondi, 1999
32. Longitarsus lugubris Biondi, 1999
33. Longitarsus lunatus Waterhouse, 1925[6]
34. Longitarsus lunetanus Heikertinger & Csiki, 1945[6]
35. Longitarsus luridus (Scopoli, 1763)[5]
36. Longitarsus lycopi Foudras, 1860[5]

## M
1. Longitarsus maassi Hubenthal, 1898[4]
2. Longitarsus macer Weise, 1893[4]
3. Longitarsus macrochaetus Bechyne, 1997
  - Longitarsus macrochaetus jusepinensis Bechyne, 1997[6]
4. Longitarsus maderensis (Allard, 1863)[6]
5. Longitarsus madurensis Jacobi, 1896[6]
6. Longitarsus malandensis Weise, 1923[4]
7. Longitarsus malherbei Biondi & d'Alessandro, 2008[6]
8. Longitarsus malina Maulik, 1926[4]
9. Longitarsus mancus LeConte, 1858[6]
10. Longitarsus manfredi Fritzlar, 2004
11. Longitarsus manilensis Weise, 1913[4]
12. Longitarsus maracandicus Lopatin, 1966[4]
13. Longitarsus marginatus Geoffroy, 1785[4]
14. Longitarsus marguzoricus Konstantinov in Konstantinov & Lopatin, 2000
15. Longitarsus masoni Wollaston, 1857[4]
16. Longitarsus mauritanicus Peyerimhoff, 1915[4]
17. Longitarsus medicaginis Allard, 1860[4]
18. Longitarsus mediterraneus Allard, 1866[4]
19. Longitarsus medvedevi Shapiro, 1956
20. Longitarsus megaloleucus Allard, 1860[4]
21. Longitarsus melancholicus Jacobi, 1907[6]
22. Longitarsus melanicus Biondi, 1999
23. Longitarsus melanocephalus De Geer, 1775[5]
  - Longitarsus melanocephalus paludivagus Peyerimhoff, 1915[6]
24. Longitarsus melanoxanthus Lopatin, 1963[4]
25. Longitarsus melanurus Melsheimer, 1847[4]
26. Longitarsus mellissi Wollaston, 1871[6]
27. Longitarsus membranaceus Foudras, 1860[5]
28. Longitarsus menthae Gentner, 1925[6]
29. Longitarsus menthafagus Gentner, 1926[6]
30. Longitarsus meridionalis Weise, 1888[6]
31. Longitarsus messerschmidtiae Wollaston, 1860
32. Longitarsus metallescens Foudras, 1860[4]
33. Longitarsus mexicanus Csiki, 1930[4]
34. Longitarsus minimus Kutschera, 1863
35. Longitarsus minusculus Foudras, 1860[5]
36. Longitarsus mirei Doguet, 1979
37. Longitarsus misellus Blatchley, 1921[4]
38. Longitarsus mohri Lopatin, 1963[4]
39. Longitarsus monagassus Bechyne & Springlova de Bechyne, 1970[6]
40. Longitarsus montanus (Wang, 1992)
41. Longitarsus monticola Kutschera, 1863[5]
42. Longitarsus montivagus Horn, 1889[4]
43. Longitarsus morio Sahlberg, 1913[6]
44. Longitarsus morrisonus Chujo, 1937[4]
45. Longitarsus moscovita (Allard, 1866)[6][14]
46. Longitarsus muchei Mohr, 1984
47. Longitarsus mulsus Ward, 1970[6]
48. Longitarsus multipunctatus Normand, 1937[6]
49. Longitarsus muralis Chen, 1939[4]
50. Longitarsus murteus Warchalowski, 1972[6]
51. Longitarsus musosanus Bechyne, 1960[6]

## N
1. Longitarsus nadiae Konstantinov, 2005[4]
2. Longitarsus nakanei Kimoto, 1970[6]
3. Longitarsus nakaoi Kimoto, 2000
4. Longitarsus nanus (Foudras, 1860)[5]
5. Longitarsus nasturtii Fabricius, 1792[5]
6. Longitarsus nebulosus (Allard, 1866)
7. Longitarsus neckeri Doeberl, 2011[6]
8. Longitarsus nemethi Hoffmann, 1953[6]
9. Longitarsus nepalensis Gruev, 1988
10. Longitarsus nervosus Wollaston, 1854[4]
11. Longitarsus neseri Biondi, 1999
12. Longitarsus niger Koch, 1803[5]
13. Longitarsus nigerrimus (Gyllenhal, 1827)[5]
14. Longitarsus nigricans Weise, 1888[4]
15. Longitarsus nigriceps Wang, 1992
16. Longitarsus nigricollis Foudras, 1860[4]
17. Longitarsus nigrilividus Furth, 1980
18. Longitarsus nigrinus Weise, 1893[4]
19. Longitarsus nigripennis (Motshculsky 1866)[6]
20. Longitarsus nigriventris Weise, 1893[4]
21. Longitarsus nigrocephalus White in Westcott, Brown, Sharratt & White, 1985
22. Longitarsus nigrocillus Motschulsky, 1849
23. Longitarsus nigrofasciatus Goeze, 1777[5]
  - Longitarsus nigrofasciatus rudipennis Allard, 1866[4]
24. Longitarsus nimrodi Furth, 1980
25. Longitarsus nipponensis Neikertinger & Csiki, 1945[6]
26. Longitarsus nitens Iablokoff-Khnzorian, 1968[6]
27. Longitarsus nitidellus Cockerell, 1888[4]
28. Longitarsus nitidiamiculus Kimoto, 1965[4]
29. Longitarsus nitidus Jacoby, 1885[4]
30. Longitarsus nodulis Wang, 1992[15]
31. Longitarsus nomos Bechyne, 1964
32. Longitarsus noricus Leonardi, 1976[5]
33. Longitarsus nubigena Wollaston, 1854
34. Longitarsus nurataicus Palij, 1970[6]

## O
1. Longitarsus obenibergeri Ogloblin, 1926[6]
2. Longitarsus obliteratoides Gruev, 1973
3. Longitarsus obliteratus Rosenhauer, 1847[5]
4. Longitarsus occidentalis Horn, 1889[4]
5. Longitarsus ochraceicornis Maulik, 1926[4]
6. Longitarsus ochroleucus Marsham, 1802[5]
  - Longitarsus ochroleucus lindbergi Madar & Madar, 1963[4]
7. Longitarsus ogloblini Medvedev, 1970[6]
8. Longitarsus ohnoi Gruev, 1996[6]
9. Longitarsus okushiriensis Gruev, 1996[6]
10. Longitarsus onosmae Peyerimhoff, 1912[4]
11. Longitarsus onosmatis Peyerimhoff, 1915[4]
12. Longitarsus ordinatus Foudras, 1860
13. Longitarsus oregonensis Horn, 1889[4]
14. Longitarsus orientalis Jacobi, 1885[6]
15. Longitarsus osimaensis Takizawa, 2015[6]
16. Longitarsus ovalis Gentner, 1926[6]
17. Longitarsus ozbeki Aslan & Warchalowski, 2005[16]

## P
1. Longitarsus pahangensis Doeberl, 2011[6]
2. Longitarsus paitanus Chen, 1939[4]
3. Longitarsus paleaceus Mulsant & Rey, 1874[4]
4. Longitarsus pallens Stephens, 1831[4]
5. Longitarsus pallescens Blatchley, 1924[4]
6. Longitarsus palliatus Peyerimhoff, 1939[6]
7. Longitarsus pallidicollis Wollaston, 1865[4]
8. Longitarsus pallidicornis Kutschera, 1863
9. Longitarsus pallidus Geoffroy, 1785[4]
10. Longitarsus paludivagus Peyerimhoff, 1915[6]
11. Longitarsus paludosus Weise, 1893[4]
12. Longitarsus pannonicus Kaszab, 1962[6]
13. Longitarsus panope Samuelson, 1973[6]
14. Longitarsus papaveris Allard, 1866[4]
15. Longitarsus pardoi Doguet, 1974
16. Longitarsus parvulus Paykull, 1799[5]
17. Longitarsus patruelis Allard, 1866[4]
18. Longitarsus pavidus Warchalowski, 1972[6]
19. Longitarsus pectoralis Foudras, 1860[4]
20. Longitarsus pellucidus (Foudras, 1860)[5]
21. Longitarsus perfectus Weise, 1893[4]
22. Longitarsus perforatus Horn, 1889[4]
23. Longitarsus persicus Warchalowski, 1967[4]
24. Longitarsus persimilis Wollaston, 1860
  - Longitarsus persimilis stenocyphon (Wollaston, 1867)[6]
25. Longitarsus personatus Weise, 1893[4]
26. Longitarsus petitpierrei Bastazo, 1997
27. Longitarsus peyerimhoffi Abeille, 1909
28. Longitarsus philippi Konstantinov, 1992[6]
29. Longitarsus philippinensis Medvedev, 1993
30. Longitarsus phuketensis Gruev, 1989
31. Longitarsus piceonitenus Guillebeau, 1895[6][17]
32. Longitarsus piceorufus Chen, 1939[4]
33. Longitarsus piceus (Kimoto, 2001)[6]
34. Longitarsus piciceps Stephens, 1831[4]
35. Longitarsus picicollis Weise, 1900
36. Longitarsus picinus Weise, 1888[4]
37. Longitarsus picipes Allard, 1866[4]
38. Longitarsus piketbergensis Biondi & d'Alessandro, 2008
39. Longitarsus pinfanus Chen, 1934[4]
40. Longitarsus pinguis Weise, 1888
41. Longitarsus plantagomaritimus Dollman, 1912
42. Longitarsus politus Motschulsky, 1866[4]
43. Longitarsus polonicus Warchalowski, 1967[4]
44. Longitarsus postmaculatus (Medvedev 1993)
45. Longitarsus postremus Horn, 1889[4]
46. Longitarsus poweri Allard, 1866[4]
47. Longitarsus pratensis Panzer, 1794[5]
48. Longitarsus praticola Sahlberg, 1834[4]
49. Longitarsus primaeveris Lopatin, 1967[4]
50. Longitarsus profugus Weise, 1893[4]
51. Longitarsus prokopi Blake, 1970[6]
52. Longitarsus pseudodorsalis Lindberg, 1950[6]
53. Longitarsus pseudoferrugineus Leonardi, 1973[6]
54. Longitarsus pterotus Blake, 1970[6]
55. Longitarsus pubescens Weise, 1890[4]
56. Longitarsus pubipennis Chen & Wang, 1980
57. Longitarsus pulex Schrank, 1781[4]
58. Longitarsus pulexoides Chen, 1939[4]
59. Longitarsus pulicarius Linnaeus, 1767[4]
60. Longitarsus pulmonariae Weise, 1893
61. Longitarsus pumilus Illiger, 1807[4]
62. Longitarsus punctatissimus Foudras, 1860[4]
63. Longitarsus puncti Maulik, 1926[4]
64. Longitarsus puncticeps Chen, 1939[6]
65. Longitarsus punctiger Sahlberg, 1913[6]
66. Longitarsus punicus Peyerimhoff, 1915[4]
67. Longitarsus pusillus Gyllenhal, 1813[4]
68. Longitarsus pygmaeus Horn, 1889[4]

## Q
1. Longitarsus quadraticollis Jacoby, 1885[4]
2. Longitarsus quadriguttatus Pontoppidan, 1765[5]
3. Longitarsus quadrimaculatus Weise, 1888[4]
4. Longitarsus quadrinotatus Gmelin, 1790[4]
5. Longitarsus quadripunctatus Geoffroy, 1785[4]
6. Longitarsus quadripustulatus Fabricius, 1775[4]
7. Longitarsus quadrisignatus Duftschmid, 1825[4]
8. Longitarsus quatuorpustulatus Olivier, 1789[4]
9. Longitarsus queenslandicus Csiki, 1939[4]

## R
1. Longitarsus radiatus Konstantinov, 1992[4]
2. Longitarsus rangoonensis Jacobi, 1892[6]
3. Longitarsus ratshensis Iablokoff-Khnzorian, 1962[4]
4. Longitarsus reconditus Warchalowski, 1967[4]
5. Longitarsus rectelineatus Kaszab, 1962[6]
6. Longitarsus rectilineatus Foudras, 1860
  - Longitarsus rectilineatus spilotus Weise, 1900[6]
7. Longitarsus refugiensis Leonardi & Mohr, 1974
8. Longitarsus reichei Allard, 1860
9. Longitarsus repandus LeConte, 1858[4]
10. Longitarsus robustus Weise, 1888[4]
11. Longitarsus rohtangensis Shukla, 1960[6]
12. Longitarsus rouxi Biondi & d'Alessandro, 2008[6]
13. Longitarsus ruandensis Weise, 1910[6]
14. Longitarsus rubellus Foudras, 1860
15. Longitarsus rubenticollis Allard, 1860[4]
16. Longitarsus rubiginosus Foudras, 1860[5]
17. Longitarsus rudipennis Allard, 1866[4]
18. Longitarsus rufescens Horn, 1889[4]
19. Longitarsus ruficollis Medvedev, 2009[6]
20. Longitarsus rufipennis Bryant, 1940[6]
21. Longitarsus rufotestaceus Chen, 1933[6]
22. Longitarsus rufulus Foudras, 1860[4]
23. Longitarsus rugipunctata (Wang, 1992)[18]
24. Longitarsus rugithorax Chen, 1939[4]
25. Longitarsus rutilus Illiger, 1807

## S
1. Longitarsus sagittifer Mohr, 1962[4]
2. Longitarsus sahlbergi Pic, 1907[6]
3. Longitarsus salarius Lopatin & Kulenova, 1985
4. Longitarsus saltator Wollaston, 1854[4]
5. Longitarsus saltatus Blatchley, 1921[4]
6. Longitarsus salviae Gruev, 1975
7. Longitarsus sari Maulik, 1926[4]
8. Longitarsus saturatus Peyerimhoff, 1919[4]
9. Longitarsus saulicus Gruev & Döberl, 2005[4]
10. Longitarsus scaphidioides Abeille, 1896
11. Longitarsus schenklingi Heikertinger & Csiki, 1945[6]
12. Longitarsus schereri Ward, 1970[6]
13. Longitarsus scrobipennis Heikertinger, 1913
14. Longitarsus scrophulariae Ohno, 1968[6]
15. Longitarsus scrutator Weise, 1890[4]
16. Longitarsus scutellariae Ohno, 1968[4]
17. Longitarsus scutellaris (Rey, 1874)[5]
18. Longitarsus scutellata Baly, 1877[6]
19. Longitarsus secutorius Peyerimhoff, 1911[4]
20. Longitarsus sellatus Weise, 1893[4]
21. Longitarsus sencieri Allard, 1860
22. Longitarsus senecionis Brisout de Barneville, 1873[4]
23. Longitarsus sengloki Konstantinov in Lopatin & Konstantinov, 1994
24. Longitarsus seriatus Kutschera, 1864[4]
25. Longitarsus seriepunctatus Roubal, 1943[4]
26. Longitarsus serrulatus Prathapan, Faizal & Anith, 2005
27. Longitarsus seticollis Mohr, 1962[6]
28. Longitarsus shuteae Gruev, 1981
29. Longitarsus signatus Reiche & Saulcy, 1858[4]
30. Longitarsus silbursaicus Lopatin, 2004[4]
31. Longitarsus similis Weise, 1893[4]
32. Longitarsus sinensis Chen, 1934[4]
33. Longitarsus sisymbrii Fabricius, 1792[4]
34. Longitarsus sjoestedti Chen, 1934[4]
35. Longitarsus sogdianus Lopatin, 1956[4]
36. Longitarsus solaris Gruev, 1977
37. Longitarsus solidaginis Horn, 1889[4]
38. Longitarsus spilotus Weise, 1900[6]
39. Longitarsus springeri Leonardi, 1975
40. Longitarsus stenocyphon Wollaston, 1867[6]
41. Longitarsus stragulatoides Gruev, 1990
42. Longitarsus stragulatus Foudras, 1860
  - Longitarsus stragulatus pallidicollis Wollaston, 1865[6]
43. Longitarsus stramineus Weise, 1887[4]
44. Longitarsus strigicollis Wollaston, 1864
45. Longitarsus subcylindricus Blatchley, 1920[6]
46. Longitarsus submaculatus Kutschera, 1863
47. Longitarsus subniger Chen, 1939[4]
48. Longitarsus subquadratus (Allard, 1866)[6]
49. Longitarsus subrotundus Allard, 1860[4]
50. Longitarsus subruber Chen, 1939[4]
51. Longitarsus subrufus LeConte, 1859[4]
52. Longitarsus substriatus Kutschera, 1863
53. Longitarsus subterlucens Foudras, 1860[4]
54. Longitarsus subtilis Harold, 1876[4]
55. Longitarsus succineus Foudras, 1860[5]
  - Longitarsus succineus illicitus Ward, 1970[6]
56. Longitarsus sudafricanus Biondi & d'Alessandro, 2008[6]
57. Longitarsus sumatrensis Jacobi, 1896[6]
58. Longitarsus sundara Maulik, 1926[4]
59. Longitarsus suspectus Blatchley, 1921[6]
60. Longitarsus suturalis (Marsham, 1802)[6]
61. Longitarsus suturatus Foudras, 1860
62. Longitarsus suturellinus Csiki, 1940[6]
63. Longitarsus suturellus Duftschmid, 1825[5]
64. Longitarsus suzukii Ohno, 1968[4]
65. Longitarsus symphyti Heikertinger, 1912[5]
66. Longitarsus syriacus Allard, 1866[4]
67. Longitarsus szechuanicus Chen, 1934[4]

## T
1. Longitarsus tabidus Fabricius, 1775[5]
  - Longitarsus tabidus orientalis Jacobi, 1885[6]
2. Longitarsus taiwanicus Chen, 1934[4]
3. Longitarsus taklechensis Bryant, 1941[6]
4. Longitarsus tantulus Foudras, 1860
5. Longitarsus tarraconensis Leonardi, 1979
6. Longitarsus tenuicornis Blatchley, 1923[4]
7. Longitarsus testaceus Melsheimer, 1847[4]
8. Longitarsus teucrii Allard, 1860[4]
9. Longitarsus thamensis Gruev, 1990
10. Longitarsus thapsi Marsham, 1802[4]
11. Longitarsus thoracicus Stephens, 1831[4]
12. Longitarsus thymelearum Peyerimhoff, 1911[4]
13. Longitarsus tibetanus Chen, 1963[4]
14. Longitarsus tibialis Duftschmid, 1825[4]
15. Longitarsus tienshanicus Konstantinov, 1992
16. Longitarsus tishechkini Konstantinov in Konstantinov & Lopatin, 2000
17. Longitarsus tmetopterus Jacobson, 1983[6]
18. Longitarsus tokaranus Nakane & Kimoto, 1961[4]
19. Longitarsus tournefortiae Medvedev & Voronova, 1979[4]
20. Longitarsus traductus Horn, 1889[4]
21. Longitarsus transbaicalicus Ogloblin, 1921[6]
22. Longitarsus transvaalensis Biondi, 1999
23. Longitarsus transversalis Chen, 1935[4]
24. Longitarsus trepidus Warchalowski, 1973[6]
25. Longitarsus trilineolatus Foudras, 1860[4]
26. Longitarsus tristis Weise, 1888
27. Longitarsus truncatellus Weise, 1890
28. Longitarsus tshikatunovi Lopatin, 1966[4]
29. Longitarsus tsii Chen, 1941[6]
30. Longitarsus tsinicus Chen, 1939[4]
31. Longitarsus tunetanus Csiki, 1940
32. Longitarsus turbatus Horn, 1889[4]
33. Longitarsus turcomanorum Lopatin, 1967[4]

## U
1. Longitarsus unionis Sahlberg, 1913[4]
2. Longitarsus usambaricus Weise, 1902[4]

## V
1. Longitarsus vadoni Bechyne, 1952[6]
2. Longitarsus vanus Horn, 1889[4]
3. Longitarsus varicornis Suffrian, 1868[4]
4. Longitarsus vaulogeri Pic, 1911[4]
5. Longitarsus velai Bastazo, 1998
6. Longitarsus ventricosus Foudras, 1860
7. Longitarsus verbasci Panzer, 1794[4]
8. Longitarsus vestumnalis Paliy, 1970[4]
9. Longitarsus victoriensis Blackburn, 1896[4]
10. Longitarsus viduus Allard, 1866[4]
11. Longitarsus vilis Wollaston, 1864
12. Longitarsus violentoides Konstantinov in Konstantinov & Lopatin, 2000
13. Longitarsus violentus Weise, 1893
14. Longitarsus vitreus Kutschera, 1864[4]
15. Longitarsus vittatus Weise, 1888[4]
16. Longitarsus voulogeri Pic, 1911[6]
17. Longitarsus vulgaris Weise, 1893[4]

## W
1. Longitarsus wallacei Baly, 1877[6]
2. Longitarsus walterhorni Csiki, 1934[4]
3. Longitarsus wangi Doeberl, 2001[6]
4. Longitarsus warchalowski Scherer, 1969[6][19]
5. Longitarsus warchalowskianus Furth, 2007[6]
6. Longitarsus waterhousei Kutschera, 1864[6]
7. Longitarsus weisei Guillebeau, 1895

## Y
1. Longitarsus yangsoensis Chen, 1939[4]
2. Longitarsus yoshiakii Ohno, 1968[4]

## Z
1. Longitarsus zangherii Warchalowski, 1968
2. Longitarsus zeravshanicus Paliy, 1970[4]
3. Longitarsus zhamicus Chen & Wang, 1981
4. Longitarsus zikani Bechyne, 1958[6]